# 米拉 (阿列省)
米拉（法語發音：[myʁa]）是法国阿列省的一个市镇，位于该省中部偏西，属于蒙吕松区。

## 地理
米拉（46°24'9"N, 2°54'40"E）面积20.07 平方千米，位于法国奥弗涅-罗讷-阿尔卑斯大区阿列省，该省份为法国中部省份，北起涅夫勒省、西北接谢尔省，西南至克勒兹省，南至多姆山省，东南临卢瓦尔省，东临索恩-卢瓦尔省。
与米拉接壤的市镇（或旧市镇、城区）包括：比克西耶尔莱米讷、沙普、沙沃农、圣普列斯特昂米拉、托尔特宰、阿列自由城。

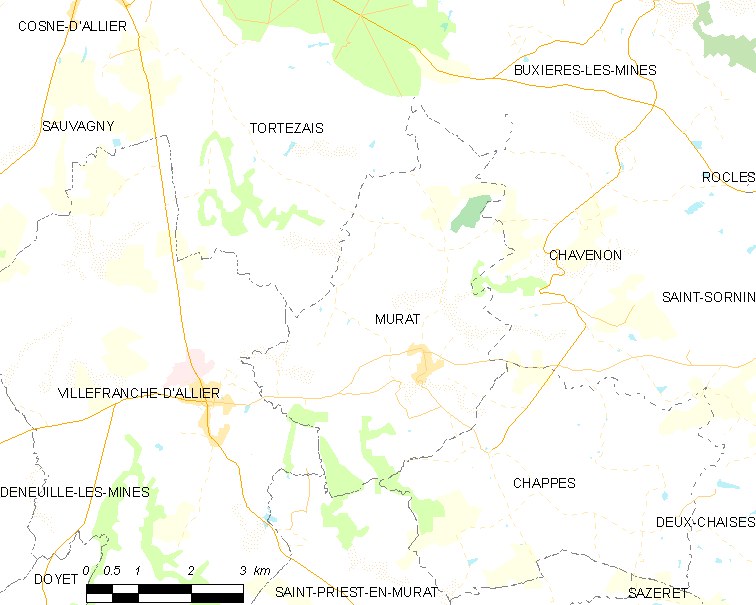
的OSM定位图

米拉的时区为UTC+01:00、UTC+02:00（夏令时）。

## 行政
米拉的邮政编码为03390，INSEE市镇编码为03191。

## 政治
米拉所属的省级选区为科芒特里县。

## 人口

1962-2008年间人口变化图示

米拉于2022年1月1日时的人口数量为267人。